# Gottfried Adolf Kinau

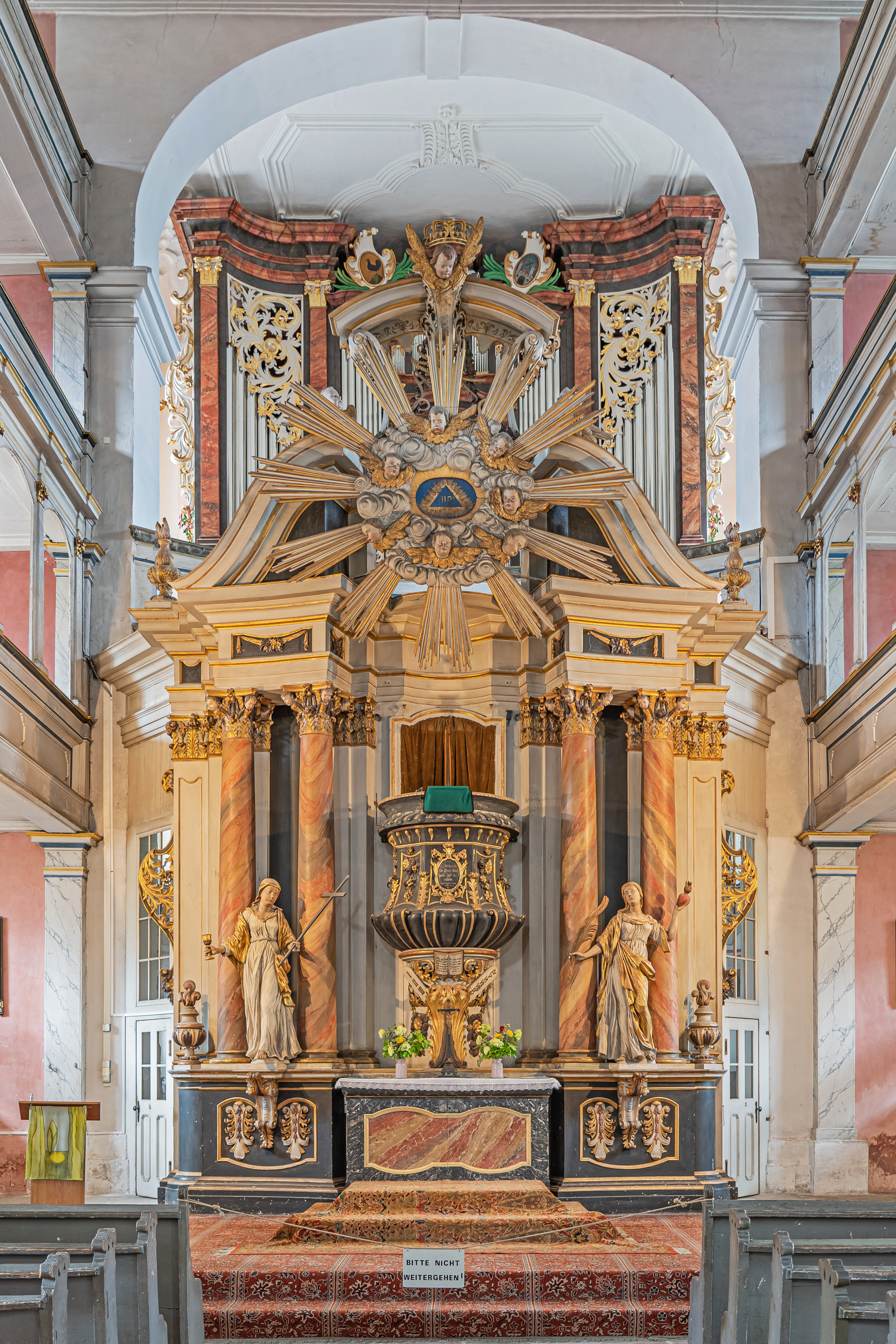
Orgel und Altar in der Kreuzkirche, Suhl

Gottfried Adolf Kinau (* 4. Januar 1814 in Winningen; † 9. Januar 1887 in Suhl) war ein deutscher Pastor und Astronom.
Kinau wurde in eine protestantische Pfarrers- und Lehrerfamilie geboren. Nach dem Besuch des Domgymnasiums in Halberstadt zwischen 1828 und 1833 studierte er von 1833 bis 1840 Theologie an den Universitäten Halle und Magdeburg.  Ab 1840 arbeitete er als Hauslehrer und Aushilfsprediger bei Marienborn, von 1845 bis 1849 dann als Lehrer an der Knabenschule in Schönebeck bei Magdeburg. 1849 wurde er als Rektor an die Knabenbürgerschule in Suhl berufen und bekleidete gleichzeitig das Amt eines Frühpredigers an der Hauptkirche. 1851 trat er eine erste Pfarrstelle in Rohr an, von der er dann 1861 an die Kreuzkirche in Suhl wechselte. Die Pfarrstelle in Suhl hatte er bis zu seinem Tod inne. Neben seiner Tätigkeit als Pfarrer begleitete er mehrere Funktionen im karitativen und schulischen Bereich: Er war Vorsitzender der Armenkommission, Mitglied der Bibelgesellschaft und Schulrat und Kreisschulinspektor.
Praktisch sein ganzes Leben lang beschäftigte er sich in seiner Freizeit mit der Astronomie. Mit einem Teleskop, das er 1847 von den französischen königlichen Hofoptikermeistern Lerebours und Secretan in Paris erworben hatte, begann Kinau den Mond zu beobachten. In der Folge machte er sich einen Namen als Selenograph, d. h., er fertigte zahlreiche Zeichnungen der Mondoberfläche an, die mit einer Ausnahme nie veröffentlicht wurden und nicht mehr auffindbar sind. Er spezialisierte sich in der Beobachtung der Mondrillen (Rimae), von denen er einige als erster beschrieb.
1876 schlug der englische Astronom Edmund Neison (Pseudonym von Edmund Neville Nevill (1849–1940)) vor, den 1837 von Johann Heinrich Mädler und Wilhelm Beer beschriebenen Mondkrater Jacobi D nach Kinau zu benennen. Dessen Name geriet aber später in Vergessenheit. Seit Anfang April 2007 trägt der Krater wieder offiziell seinen Namen.